# Szegedi Ferenc Lénárd
Szegedi (más írásmóddal Szegedy) Ferenc Lénárd (Nagyszombat, 1614 – Kassa, 1675. szeptember 12.) teológiai doktor, katolikus püspök.

## Élete
Édesapja kálvinista volt. A bölcseletet 1635-ben Bécsben a Pázmáneumban, a hittudományokat 1638. október 28-tól Rómában, a Collegium Germanicum et Hungaricumban végezte. 1642-től nevelő volt Drugeth Sándor gróf családjánál, akinek ajánlására 1644. szeptember 29-én esztergomi kanonokká nevezték ki. 1649. április 21-én honti, 1651. szeptember 6-án zólyomi főesperes és ugyanazon évben nagyszombati plébános lett. 1652-ben elnyerte a madocsai apátságot és a zsámbéki prépostságot. 1653. augusztus 14-én az őrkanonokságot, 1660. augusztus 16-án az erdélyi püspökséget, 1661. január 20-án a szentiváni, március 15-én a nagyprépostságot, 1663. február 6-án a váci püspökséget kapta. 1666 nyarán kancellárrá, 1669. augusztus 3-án pedig egri megyés püspökké nevezték ki. Egymásután foglalta vissza az elvett templomokat, sok szegény gyermek köszönte neki iskoláztatását és számos török rabságban sínylődő magyar szabadulását, és mivel a foglyokat magas díjon bár, de meztelen adogatták ki a törökök, ruházattal és élelemmel is ellátta őket. Sírhelye 1676. január 22-től a kassai dóm kriptájában található.

## Művei
- Rituale Strigoniense… Cassoviae, 1672 (kiadás)
- Cantus Catholici Latino-Hungarici… Magyar és Deák. Keresztyeni Katholikus Énekek… Uo. 1674 (2. kiadás. Nagyszombat, 1675. A Szelepcsényi-féle Énekes könyvnél, mint Toldy mondja, sokkal gazdagabb s az ősmagyar jellemet tisztán fenntartó dallamok tekintetéből a század legnevezetesebb művei közé tartozik. Szintén saját költségén adta ki)
- De eximiis virtutibus D. Margarethae. Kiadta Ferrari Zsigmond… (kiadás)
- Credo in Deum. Hiszek egy Istenben, Keresztyeni Tudománynak Első Része a Hitről és a tizenkét Ágazatiról. Mellyet Deákul írt… Witfelt Péter… Kassa, 1671 (Ihász G. szerint Sz. fordította magyarra)
- A' megholtakrol valo enekek akár Test felett, akár másut mondandók, Kassa, 1674